# Dalton (Ohio)
Pour les articles homonymes, voir Dalton.
Dalton est un village américain situé dans le comté de Wayne, dans l’Ohio. Selon le recensement de 2010, sa population est de 1 830 habitants.